# Las Cuevas (La Rioja)
Las Cuevas es uno de los tres barrios que conforman el municipio de Anguiano en la comunidad autónoma de La Rioja, junto al río Najerilla, España. El puente de Madre de Dios lo separa de los otros dos barrios de la localidad de Anguiano.

## Historia
Se cree que surgió como agrupación de viviendas en el entorno de la Iglesia de San Pedro, en la zona conocida como "Barriuso" (barrio de suso o de arriba) junto a la entrada del barrio desde el puente de Madre de Dios. Posteriormente el barrio se fue extendiendo hacia el oeste, a la zona conocida como "Campo", acercándose al complejo señorial que tenía el monasterio de Valvanera en ese lugar. 
La singularidad de este barrio recae en la autonomía que tenía con respecto al resto del municipio, ya que aunque no contaba con alcalde pedáneo, se le reservaba el segundo puesto de la corporación y tenía una sede en la calle Valvanera. En el ámbito religioso contaba con su propio sacerdote, por lo que tenía autonomía de culto, aunque no eclesial ya que pertenecía a la parroquia de San Andrés. Y en el ámbito educativo contaba con su propia escuela y con sus propios maestros, totalmente independientes de las escuelas de Mediavilla y Eras.

## Lugares de Interés

### Edificios y monumentos
- Iglesia de San Pedro de Cuevas. El edificio fue construido entre los siglos XV y XVI; es de planta rectangular y consta de nave de dos tramos y cabecera con cubierta de bóvedas de crucerías estrelladas. Dispone de sacristía adosada al mediodía de la cabecera; a los pies, coro alto y torre de dos plantas situada al oeste, cuyo último cuerpo sirve de baptisterio y se cubre con crucería sencilla.
- Puente de Madre de Dios. Puente sobre el río Najerilla, del siglo XVIII que une los barrios de Mediavilla y Cuevas. Este puente es uno de los más espectaculares de La Rioja por su escarpado enclave ya que el río fluye 30 m abajo. El puente consta de un solo arco de unos 12 m de luz de sillería y mampostería apoyado sobre la roca natural en ambas márgenes de esta profunda garganta.

### Monumentos desaparecidos
- Palacio de Cuevas. Perteneció al monasterio de Valvanera y servía de centro administrativo de su señorío de Anguiano al igual que las instalaciones que tenía en otras posesiones (San Cristóbal de Tobía o la Granja de Villanueva, que aún conserva unas espléndidas ruinas). Se ubicaba en la manzana oeste de la plaza Sol, antes Campo, disponiendo de alojamientos para monjes y criados, almacenes y una capilla en su extremo sur. Tras la desaparición del señorío a partir de 1660 pasó a propiedad municipal y su huerto trasero se convirtió en una gran era comunitaria, vendiéndose con el tiempo una parte del conjunto. Actualmente el edificio lo ocupan viviendas particulares y la nueva escuela de todo el pueblo, operativa desde 2009, que se levantó en el extremo norte sobre el solar de la antigua escuela del barrio, construida en 1924.
- Ermita de Ntra. Sra. de las Nieves o de Campo. También en el barrio de Cuevas, fue asimismo posesión del monasterio de Valvanera, estando ubicada próxima a su "Palacio", en un edificio, ahora vivienda, de la manzana sur de la plaza Sol, antes Campo, limítrofe con el arranque de la calle Fuente de la Villa. Tras la desaparición del señorío a partir de 1660 pasó a propiedad municipal, que con el tiempo terminó vendiéndola. En el Catastro de Ensenada, 1751, aún estaba operativa. En su festividad, 5 de agosto (la virgen Blanca), Anguiano y algún pueblo limítrofe (Matute) honraban su devoción con una romería al santuario de Valvanera.

## Galería de imágenes

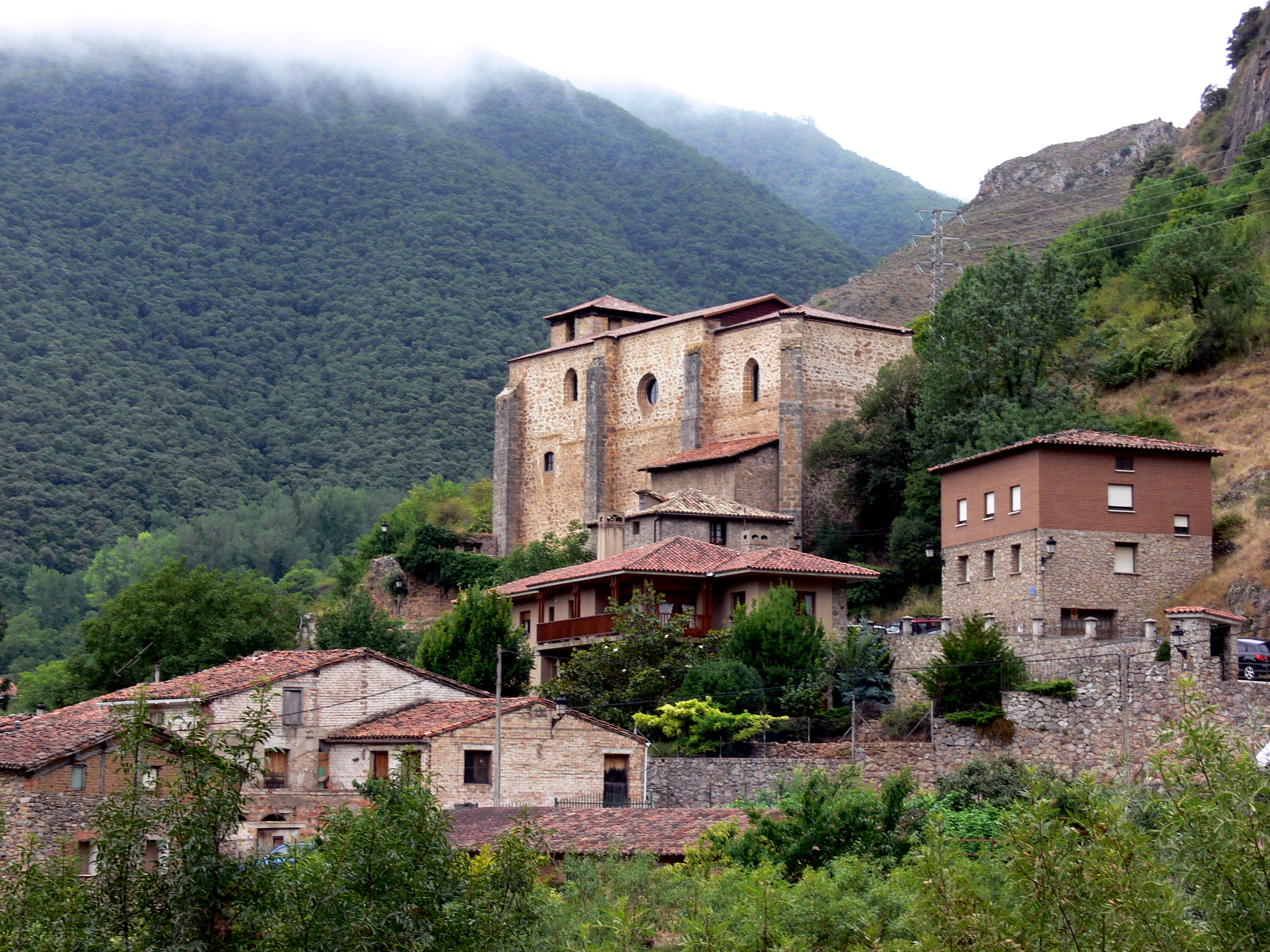
Vista de Las Cuevas.
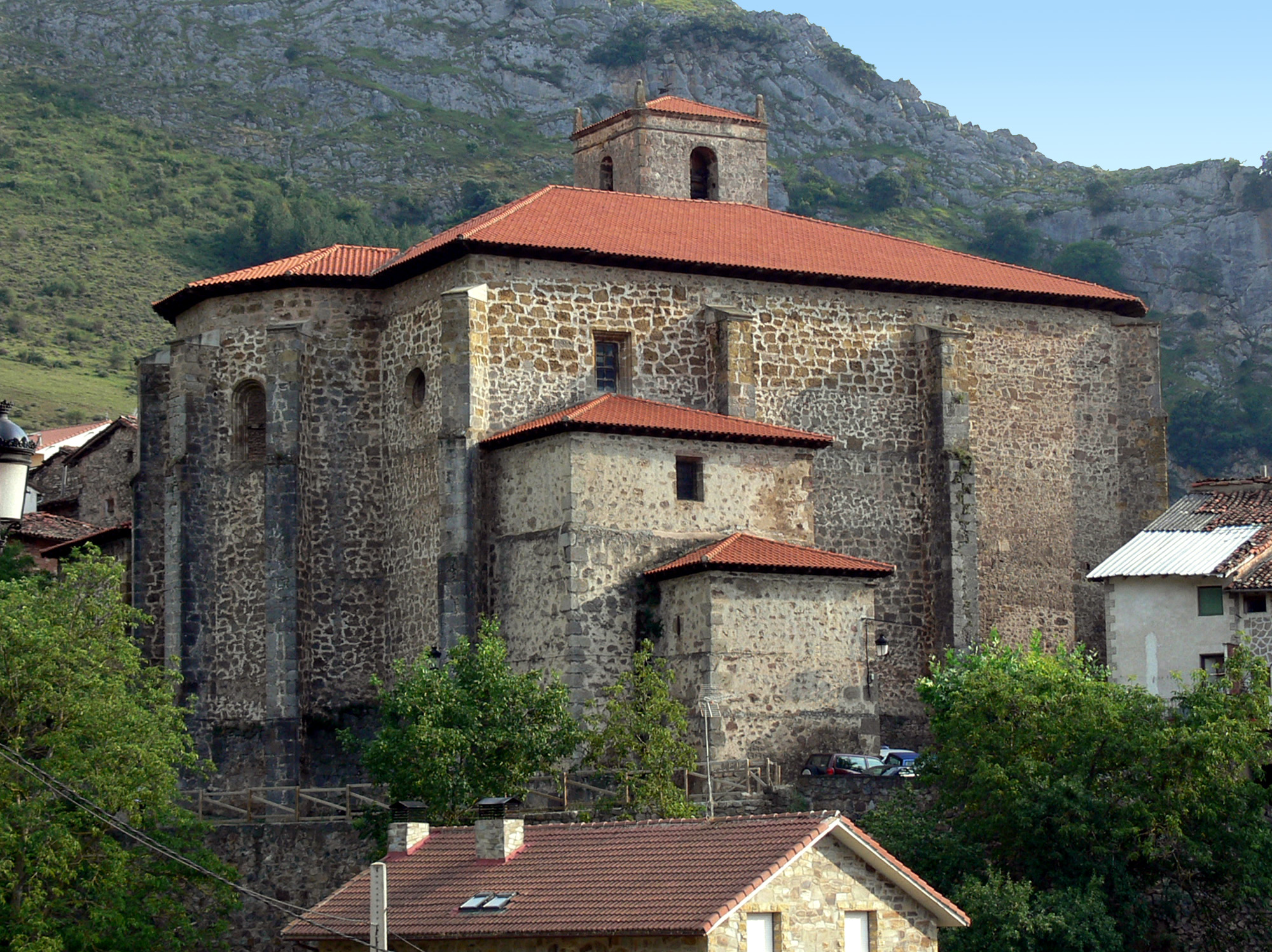
Iglesia de San Pedro (s. XV-XVI).
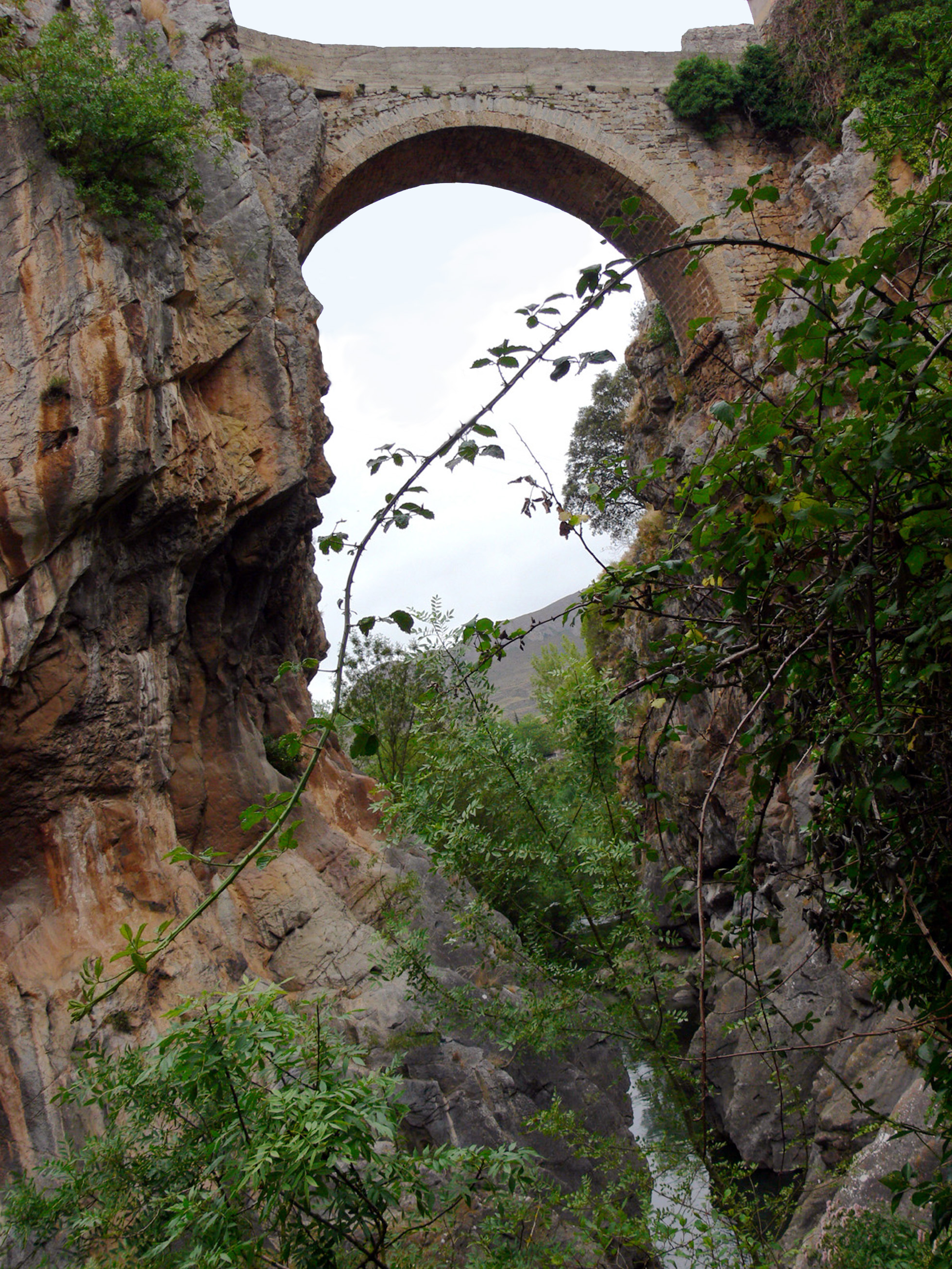
Puente Madre de Dios, que une los barrios de Mediavilla y Las Cuevas.